# Cimetière israélite de Versailles
Le cimetière israélite de Versailles, localisé au 3, rue Général Pershing, est  des rares cimetières juifs datant d'avant la Révolution. Son ouverture est autorisée par le roi Louis XVI en 1788.

## Histoire
Le roi Louis XVI autorise l'ouverture du cimetière israélite de Versailles en 1788. L'histoire est décrite dans « Contes et légendes d’Israël » du rabbin Arthur Weil,.

## Personnalités inhumées
- Henri Cardozo, 1925[3]
- Michel Darmon, 2012, neveu de l'amiral Kahn
- Louis Kahn (amiral), 1967